# Taphozous longimanus
Taphozous longimanus es una especie de murciélago de la familia Emballonuridae.

## Distribución geográfica
Se encuentra en Bangladés, Camboya, India, Indonesia, Malasia, Birmania, Sri Lanka y Tailandia.